# Jobs (Unix)
Pour les articles homonymes, voir Jobs.
jobs est une commande des systèmes d'exploitation Unix et Unix-like pour lister les processus lancés ou suspendus en arrière-plan.
Les processus retournés peuvent afficher deux états : running (en cours d'exécution) ou suspended (suspendu).

## Exécution d'un processus en premier plan
Depuis un terminal, on désigne un processus exécuté en premier plan quand celui-ci est lancé par l'utilisateur. L'exécution s'effectue alors dans le terminal et le contrôle est rendu à l'utilisateur lorsque le processus est terminé.
```
user@host ~$ vlc
VLC media player 3.0.9.2 Vetinari (revision 3.0.9.2-0-gd4c1aefe4d)
[000056080ded75b0] main libvlc: Lancement de vlc avec l'interface par défaut.
[000056080df7d4a0] main playlist: playlist is empty

```

## Exécution d'un processus en arrière-plan
Un processus lancé en arrière plan s'exécute sans bloquer le contrôle de l'utilisateur.
Pour exécuter un processus directement en arrière-plan, il faut ajouter le symbole & en fin de commande.
Lorsqu'un processus en arrière-plan est terminé, son état passe à done et l'information est affichée sur la sortie standard.
```
user@host ~$ sleep 10 &
[1]  4265
user@host ~$ 
[1]  + 4265 done       sleep 10

```

### Suspendre un processus
Le raccourci clavier CTRL + Z suspend le processus exécuté en premier plan.

### Reprendre un processus suspendu
La commande fg reprend en premier plan un processus suspendu tandis que la commande bg le reprend en arrière-plan.
Lorsque plusieurs processus sont suspendus, ces commandes reprennent le dernier processus suspendu. Il est possible de reprendre un processus particulier en indiquant son index retourné par la commande jobs.